# مایندادس (فیلم)
مایندادس (ایتالیایی: Le baccanti) فیلمی در ژانر فانتزی و ماجرایی است که در سال ۱۹۶۱ منتشر شد. از بازیگران آن می‌توان به الساندرو پانارو، آکیم تامیروف، نریو برناردی، انزو فی‌یرمونته، تائینا الگ، نینو مارکتی و پیر بریس اشاره کرد.